# أعمال الشغب في السويد (أغسطس 2020)
في 29 أغسطس 2020، اندلعت أعمال شغب في مدينتي مالمو ورونيبي السويديتين. بعد أن منعت الشرطة السويدية راسموس بالودان، وهو سياسي دنماركي يميني ومناهض للهجرة، من دخول البلاد والقيام بإحتجاجات وحرق القرآن. وردا على ذلك، تجمع حشد من 300 شخص في احتجاج مضاد، وأحرقوا الإطارات، وألقوا الحجارة وقطع الخرسانة على الشرطة، وحطموا مواقف الحافلات، وسمع شهود عيان صراخ «الله أكبر» و«لا إله إلا الله». ورد إمام بارز في مالمو قائلاً: «"أولئك الذين يتصرفون بهذه الطريقة لا علاقة لهم بالإسلام"».

## الأحداث في مالمو
في 26 أغسطس 2020، منعت الشرطة في مالمو، راسموس بالودان، السياسي الدنماركي اليميني المتطرف وزعيم حزب سترام كورس الدنماركي المتطرف، من عقد اجتماع بعنوان «الأسلمة في بلدان الشمال الأوروبي». في 28 أغسطس، تم ترحيله ومنع من دخول السويد. اشتبهت الشرطة السويدية في أنه سيخالف القانون. ومع ذلك، مضى أنصاره قدما في الحدث، وأحرقوا نسخة من القرآن في روزنغارد، وهو حي يغلب عليه المهاجرون. في حدث منفصل، قام أنصار بالودان بركل نسخة من القرآن قرب ساحة مالمو الرئيسية مثل كرة القدم، حيث تم اعتقال ثلاثة أشخاص بتهمة التحريض على الكراهية.
في حوالي الساعة 7 مساءً، تجمع حوالي 300 شخص في شارع أميرالسغاتان في مالمو، جنوب مركز التسوق في روسنغورد سنترم للتظاهر ضد حرق القرآن، والتي سرعان ما تحولت إلى أعمال عنف. ألقى المتظاهرون قطعًا من الخرسانة والحجارة على الشرطة، وحطموا ملاجئ الحافلات، وقلبوا أعمدة الإنارة، وأحرقوا الأشياء. استمرت أعمال الشغب حتى حوالي الثالثة صباحًا.
تلقت الشرطة في مالمو تعزيزات من جوتنبرج وبدأت الشرطة في استخدام طائرات بدون طيار للمراقبة الجوية في منطقة روزينجارد.
استمرت الاضطرابات في اليوم التالي، ووقعت عدة حوادث إحراق متعمد في مناطق روسنغورد وبيلفيليغوردن ورودمانسفونغيان وسولباكن تعرضت مدرسة جالفيسكولان لأضرار جسيمة بسبب حريق يشتبه أنه متعمد. ألقي القبض على ثلاثة أشخاص ومعهم زجاجات تحتوي على سائل قابل للاشتعال يشتبه في قيامهم بالتحضير لهجمات على الشرطة أو خدمات الإنقاذ السويدية.
وانتهت أعمال الشغب تدريجياً بحلول 31 أغسطس / آب بعد أن خرج السكان والشرطة ورجال الدين إلى الشوارع للترويج للهدوء.
تسبب المشاغبون في أضرار تقدر بنحو مليون كرونة (حوالي 100 ألف يورو). كانت معظم التكاليف بسبب استبدال وإصلاح أضواء الشوارع وإشارات المرور ومواقف الحافلات وتنظيف المنطقة. هذا المبلغ لا يشمل تكاليف إجراءات الشرطة.

## الأحداث في روبيني
امتدت أعمال الشغب إلى رونيبي في اليوم التالي عندما تورط حوالي 20 شخصًا في أعمال عنف عامة في رونيبي، حيث أشعلوا النار في إطارات السيارات، وألقوا الحجارة على الشرطة، وقاموا بإعادة إحياء الخدمات والمباني. أصيب شرطي بجروح عندما صدمته صخرة. تم اعتقال ثلاثة أشخاص واعتقال ستة للاشتباه في قيامهم بأعمال شغب عنيفة. وأفاد شاهد عيان أن المشاغبين حاولوا إشعال النار في كنيسة في رونيبي لكن أحد المارة أخمد النار بسترته، فهاجمه المشاغبون وسببوا له إصابات.

## ما بعد الحادثة
واعتقل نحو 15 شخصا وأصيب عدد من ضباط الشرطة.
في 31 أغسطس، بدأت الشرطة التحقيق في تقارير عن خطاب كراهية معادي للسامية من مثيري الشغب.

## أحداث ذات صلة
في 29 أغسطس، اندلعت اشتباكات في مسيرة مناهضة للإسلام في أوسلو، النرويج، بعد أن قام أحد المتظاهرين بتدنيس القرآن في المسيرة.